# Юл Антоний
Юл Анто́ний (лат. Iullus Antonius; родился в 43 году до н. э., Рим, Римская республика — погиб во 2 году до н. э., там же, Римская империя) — древнеримский политик из знатного плебейского рода Антониев, консул 10 года до н. э. Младший сын триумвира Марка Антония.

## Биография
Юл Антоний был младшим сыном триумвира Марка Антония и Фульвии. После смерти Фульвии в 40 году до н. э. Марк Антоний женился на Октавии, сестре Октавиана. Именно она и занималась воспитанием Юла в то время, как его отец управлял восточной частью Республики. После развода Марка Антония с Октавией в 32 году до н. э. Юл остался в доме мачехи. Благодаря этому он не пострадал после поражения и гибели своего отца в войне с Августом в 30 году  до н. э. и впоследствии даже приобрел большое влияние в окружении последнего.
В 21 году до н. э. Юл женился на племяннице Августа Клавдии Марцелле Старшей. Известно, что он занимал какую-то жреческую магистратуру. Одним из учителей грамматики Антония являлся Луций Крассиций (ум. после 10), в результате занятий с которым Юл написал поэму «Диомедия». В 13 году до н. э. он был назначен на должность претора; тогда Юл в честь дня рождения Августа устроил цирковые игры и празднества на Капитолии. В 10 году до н. э. он был консулом. Юл управлял провинцией Азией в должности проконсула приблизительно в 7—6 годах до н. э. Во 2 году до н. э. он был обвинён в прелюбодеянии с дочерью Августа Юлией и подготовке государственного переворота. По сообщению Веллея Патеркула, он покончил с собой, а согласно Диону Кассию, был казнён.